# Bümpliz Süd
Bümpliz Süd ist ein Quartier der Stadt Bern. Es gehört zu den 2011 bernweit festgelegten 114 gebräuchlichen Quartieren und liegt im Stadtteil VI Bümpliz-Oberbottigen, dort im statistischen Bezirk Bümpliz.  Angrenzende Quartiere sind Bümpliz Dorf, Kleefeld, Weidmatt, Bodenweid und Stöckacker.
Im Jahr 2022 betrug die Wohnbevölkerung 1706 Personen, davon 1286 Schweizer und 421 Ausländer.

## Beschreibung
Der Norden des Quartiers ist durch Wohnbebauung gekennzeichnet – vorwiegend zweistöckige Mehrfamilien-Reihenhäuser. An der Freiburgstrasse im Norden befinden sich mehrere Industrieansiedlungen. Die SBB planen in Bümpliz-Süd eine Abstellanlage für Züge.

## Verkehr

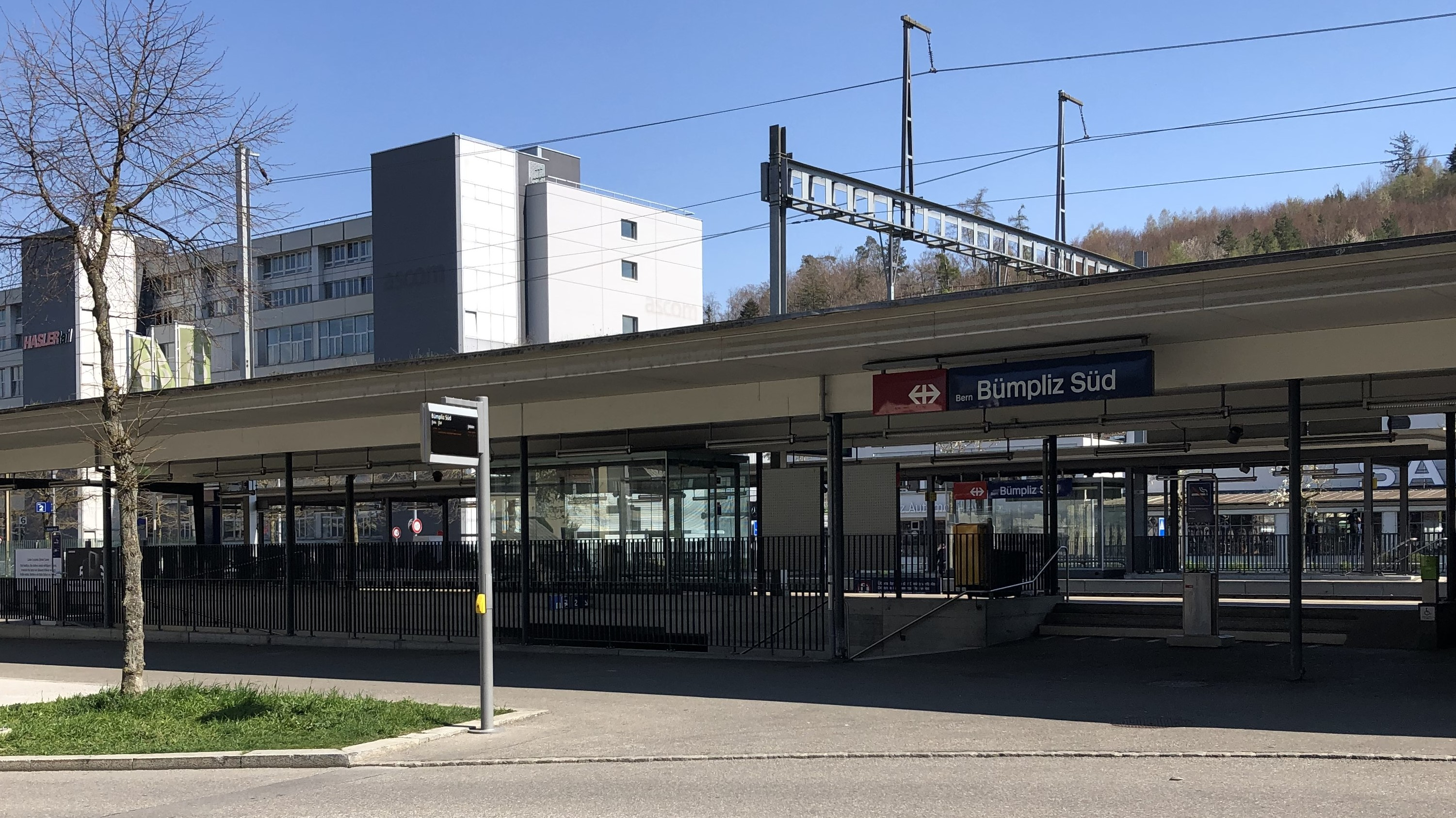
Bahnhof Bern Bümpliz Süd (2020)

Der Bahnhof Bümpliz Süd (Linien Bern–Freiburg und Bern–Laupen) verbindet mit den S-Bahn-Linien S1 und S2 das Gebiet mit dem Zentrum. Die Strassenbahnlinie 7 verkehrt im Norden über das Zentrum von Bern zum Ostring. Die Buslinien 27 und 31 verkehren tangential. Mit dem Autobahnanschluss Bern-Bümpliz/Köniz ist das Quartier an die Autobahn A12 des Schweizer Nationalstrassennetzes angeschlossen.